# Мелдеєнь
Мелдеєнь, Мелдеєні (рум. Măldăeni) — комуна у повіті Телеорман в Румунії. До складу комуни входить єдине село Мелдеєнь.
Комуна розташована на відстані 99 км на захід від Бухареста, 37 км на північний захід від Александрії, 91 км на схід від Крайови.

## Населення
За даними перепису населення 2002 року у комуні проживали 4863 особи.
Національний склад населення комуни:
| Національність | Кількість осіб | Відсоток |
| -------------- | -------------- | -------- |
| румуни         | 4822           | 99,2%    |
| цигани         | 39             | 0,8%     |
| угорці         | 2              | < 0,1%   |

Рідною мовою назвали:
| Мова      | Кількість осіб | Відсоток |
| --------- | -------------- | -------- |
| румунська | 4862           | > 99,9%  |
| угорська  | 1              | < 0,1%   |

Склад населення комуни за віросповіданням:
| Релігія       | Кількість осіб | Відсоток |
| ------------- | -------------- | -------- |
| православні   | 4816           | 99,0%    |
| адвентисти    | 19             | 0,4%     |
| лютерани      | 9              | 0,2%     |
| п'ятдесятники | 5              | 0,1%     |
| реформати     | 4              | 0,1%     |
| бретрени      | 3              | 0,1%     |

## Зовнішні посилання
- Дані про комуну Мелдеєнь на сайті Ghidul Primăriilor [Архівовано 17 липня 2010 у Wayback Machine.]